# Satan de la septième classe

Satan de la septième classe (en polonais : Szatan z siódmej klasy) est un livre de littérature d'enfance et de jeunesse de l'écrivain polonais Kornel Makuszyński paru en 1937.
Il est considéré comme un classique en Pologne, où il est constamment réédité depuis des décennies, quels que soient les changements politiques, économiques et sociaux.

## Résumé
Le roman raconte l'enquête du jeune lycéen très débrouillard Adam Cisowski, élève de 7e classe (équivalent de la classe de première en France), surnommé Satan parce qu'il avait réussi à percer le système utilisé par le professeur d'histoire pour interroger les élèves, sur des mystères remontant à l'époque napoléonienne.
L'histoire commence pendant des vacances d'été passées dans une maison de campagne aristocratique complètement délabrée, dans un village imaginaire non loin de Wilno nommé Bejgoło, dirigée par "Le Professeur", affable mathématicien excentrique et sympathique, mais complètement imprévoyant.
La chasse au trésor est lancée par la découverte, dans un manuscrit inédit (Rękopis Księdza Koszyczka), qu'un officier blessé de la Grande Armée, Camille de Bérier, accueilli et soigné par les ancêtres du professeur à la suite de la Campagne de Russie en 1812, aurait laissé à ses bienfaiteurs avant de mourir un trésor caché (qui serait d'un très grand secours pour leurs descendants actuels appauvris).
Tout au long du livre, Adam recherche et accumule des indices, à l'aide de sources comme L'Enfer de Dante. Il doit, en outre, jouer au chat et à la souris avec un trio de criminels également déterminés à mettre la main sur le trésor.
La recherche semble avoir abouti à une impasse, un indice essentiel ayant été écrit sur la porte d'une dépendance aujourd'hui disparue. Il s'avère, cependant, que la porte en question a été utilisée comme un brancard improvisé sur lequel un rebelle blessé a été amené dans un village voisin au cours de l'insurrection polonaise de 1861-1864 contre les Russes. Elle aurait été installée dans l'église du village, où Adam finit par l'identifier.
Il finit par retrouver le trésor dans un nid de cigogne (un sac laissé par l'officier français, plein de bijoux dont la valeur est plus que suffisante pour redonner un peu prospérité au professeur et sa famille), après avoir mystifié les malfaiteurs en leur donnant un lourd tonneau plein de ferraille sans valeur avant de les faire capturer par la police.
Dans la dernière phrase du livre, Adam regarde les yeux de Wanda (la fille du professeur) à travers les bijoux scintillants et trouve ceux-ci « plus précieux que tous les trésors du monde ».

## Les personnages

### Les personnages de 1813
- M. Gąsowski : propriétaire du domaine de Bejgoło,
- Mme Domicela Gąsowska : épouse du précédent,
- Abbé Koszyczek : auteur du manuscrit qui fait la chronique des événements,
- Camille de Bérier : officier français blessé au combat,
- aide de camp de Camille de Bérier : devait transmettre une lettre à Armand de Bérier,
- Armand de Bérier : frère de Camille de Bérier.

### Les personnages de 1937
- Adam Cisowski : astucieux lycéen de septième année surnommé « Satan »[1] pour sa sagacité exceptionnelle,
- Tomasz Cisowski : père d'Adam, médecin,
- la mère d'Adam : maîtresse de maison,
- les deux sœurs et les deux frères d'Adam,
- Paweł Gąsowski : professeur d'histoire admirateur de Napoléon, a transmis ses méthodes de recherche à Adam lui permettant ainsi de résoudre le mystère de la porte,
- Professeur Iwo Gąsowski : frère de Paweł Gąsowski, mari d'Ewa, père de Wanda, mathématicien,
- Ewa Gąsowska : femme du professeur Gąsowski, maîtresse de maison à Bejgoło, toujours enrhumée,
- Wanda Gąsowska : fille de M. et Mme Gąsowski dont les beaux yeux font rêver Adam,
- Staszek Burski : camarade de classe d'Adam,
- Faux peintre : voleur du manuscrit, concurrent malhonnête dans la recherche du trésor,
- l'Échalas et le Bossu : complices du faux peintre,
- abbé Kazuro : curé de Bejgoło,
- le Français : personnage à l'origine de résurgence du manuscrit.

## Adaptation
Le livre a donné lieu à des adaptations pour le cinéma en 1960 et en 2006 (version grand écran et version en six épisodes de 50 min pour la télévision).
La version de 1960 transpose l'action principale de 1937 à 1960 et adapte le scénario aux réalités sociales et aux exigences politiques de l'époque du régime de la république populaire de Pologne.